# Kalu Ganga
Kalu Ganga (Sinhalese: කළු ගඟ ; Literalment: Riu Negre) és un riu de Sri Lanka. Té un curs de 129 km (80 mi) km; el riu origina a Sri Paadhaya i arriba a la mar a Kalutara. Els riu Negra corre a través dels districtes de Ratnapura i de Kalutara i passa per la ciutat Ratnapura. Els boscos muntanyosos de la Província Central i la Reserva de Boscos de Sinharaja són les fonts principals d'aigua del riu.